# Breed tandhorentje
Het breed tandhorentje (Odostomia unidentata) is een slakkensoort uit de familie van de Pyramidellidae. De wetenschappelijke naam van de soort werd in 1803 voor het eerst geldig gepubliceerd door George Montagu.

## Beschrijving
De bijna ondoorzichtige, glanzende, witte schelp van het breed tandhorentje is stevig. De lengte bedraagt 5 mm. De protoconch heeft een helicoïde vorm terwijl de teleoconch zes afgeplatte windingen bevat met een smalle, duidelijke hechting. De schelp heeft een min of meer duidelijke omtrekshoek, die ook zichtbaar is aan de basis van de bovenste windingen. De sculptuur heeft lichte, microscopische, dicht bij elkaar liggende spiraalvormige strepen en prosocline groeilijnen. De navel ontbreekt, al is er soms wel een klein kiertje. De opening heeft een rechte columellaire rand. De columellaire tand is lang en prominent.

## Verspreiding
Het breed tandhorentje heeft een breed verspreidingsgebied en komt voor langs zowel de oostelijke als westelijke Atlantische Oceaan. Van het Noordpoolgebied tot de Azoren, Madeira, Canarische Eilanden en van North Carolina tot de Florida Keys.